# Trochosodon praecox
Trochosodon praecox är en mossdjursart som beskrevs av Bock och Cook 2004. Trochosodon praecox ingår i släktet Trochosodon och familjen Biporidae. Inga underarter finns listade i Catalogue of Life.